# Los Angeles Avengers
Die Los Angeles Avengers waren ein Arena-Football-Team aus Los Angeles, Kalifornien, das in der Arena Football League (AFL) spielte. Ihre Heimspiele trugen die Avengers im Staples Center aus.

## Geschichte
Die Avengers wurden im Jahr 2000 gegründet und starteten im gleichen Jahr in der AFL. In ihren neun Spielzeiten konnten sie fünf Mal in die Playoffs einziehen. Eine Finalteilnahme blieb ihnen aber verwehrt.
Tragisches ereignete sich am 10. April 2005, als Avengers Defensive Lineman Al Lucas durch einen Tackle verletzt wurde und später im Krankenhaus an den Folgen starb.
Als die AFL nach der Saison 2008 für eine Spielzeit aussetzte, lösten sich die Avengers auf.

## Saisonstatistiken
| Jahr | Team                 | Liga | S  | N  | Platzierung | Playoffrunde                                                                                 |
| ---- | -------------------- | ---- | -- | -- | ----------- | -------------------------------------------------------------------------------------------- |
| 2000 | Los Angeles Avengers | AFL  | 3  | 11 | 4.          |                                                                                              |
| 2001 | Los Angeles Avengers | AFL  | 5  | 9  | 3.          |                                                                                              |
| 2002 | Los Angeles Avengers | AFL  | 8  | 6  | 3.          | 41:66-Niederlage gegen Tampa Bay Storm Wild Card Game                                        |
| 2003 | Los Angeles Avengers | AFL  | 11 | 5  | 2.          | 63:70-Niederlage gegen Arizona Rattlers Viertelfinale                                        |
| 2004 | Los Angeles Avengers | AFL  | 9  | 7  | 3.          | 42:59-Niederlage gegen Arizona Rattlers Viertelfinale                                        |
| 2005 | Los Angeles Avengers | AFL  | 10 | 6  | 1.          | 45:52-Niederlage gegen Chicago Rush Halbfinale                                               |
| 2006 | Los Angeles Avengers | AFL  | 5  | 11 | 5.          |                                                                                              |
| 2007 | Los Angeles Avengers | AFL  | 9  | 7  | 2.          | 64:42-Sieg gegen Utah Blaze Wild Card Game 20:52-Niederlage gegen Chicago Rush Viertelfinale |
| 2008 | Los Angeles Avengers | AFL  | 5  | 11 | 4.          |                                                                                              |

## Zuschauerentwicklung
| Jahr | Team                 | Zuschauerdurchschnitt |
| ---- | -------------------- | --------------------- |
| 2000 | Los Angeles Avengers | 11.032                |
| 2001 | Los Angeles Avengers | 7.652                 |
| 2002 | Los Angeles Avengers | 12.398                |
| 2003 | Los Angeles Avengers | 13.219                |
| 2004 | Los Angeles Avengers | 12.590                |
| 2005 | Los Angeles Avengers | 12.165                |
| 2006 | Los Angeles Avengers | 11.311                |
| 2007 | Los Angeles Avengers | 13.244                |
| 2008 | Los Angeles Avengers | 13.590                |